# مورتن راسموسن
مورتن راسموسن (بالدنماركية: Morten "Duncan" Rasmussen)‏ (31 يناير 1985 كوبنهاغن الدنمارك - ) هو لاعب كرة قدم دانمركي يلعب كمهاجم.

## مسيرته الكروية
لعب مورتن راسموسن خلال مسيرته الاحترافية مع 9 أندية في ثلاثة وعشرون موسمًا وسجل خلالها 153 هدف ضمن 404 مباراة. حيث فاز في موسم واحد بالكأس وفي موسم واحد بالدوري.
خاض مورتن راسموسن مسيرته مع نادي آرهوس جمناستيك فورينينغ في موسم 2001–02 في المرة الأولى ليلعب معه خمسة مواسم ثم في موسم 2015–16 واستمر معه طيلة ثلاثة مواسم، مشاركًا طوالها في 157 مباراة سجل خلالها 56 هدفًا. ثم انتقل إلى نادي بروندبي في موسم 2005–06 ليلعب معه خمسة مواسم، حيث شارك في 84 مباراة سجل خلالها 44 هدفًا. لينتقل بعدها إلى نادي سلتيك في موسم 2009–10 لمدة موسم واحد، مشاركًا في 10 مباريات سجل خلالها هدفين. ثم انتقل إلى البورك بولدسبيلكلوب ‏ في موسم 2010–11 لمدة موسم واحد، مشاركًا في 14 مباراة سجل خلالها 6 أهداف. هذا وانتقل لاحقًا إلى نادي سيفاسبور في موسم 2011–12 لمدة موسم واحد، مشاركًا في 11 مباراة سجل خلالها 3 أهداف. ثم انتقل بعدها إلى نادي ميتييلاند في موسم 2012–13 ليلعب معه أربعة مواسم، مشاركًا في 96 مباراة سجل خلالها 37 هدفًا. ليعود وينتقل من جديد، لكن هذه المرة إلى نادي بوغون شتشين في موسم 2017–18 لمدة موسم واحد، مشاركًا في 11 مباراة سجل خلالها هدفًا واحدًا. لينتقل بعدها إلى إينوسيس نيون باراليمني ‏ في موسم 2018–19 لمدة موسم واحد، مشاركًا في 16 مباراة سجل خلالها هدفين.

## روابط خارجية
- مورتن راسموسن على موقع الاتحاد الأوربي (الإنجليزية)
- مورتن راسموسن على موقع اتحاد تركيا (لاعب) (الإنجليزية)
- مورتن راسموسن على موقع إي إس بي إن إف سي (الإنجليزية)
- مورتن راسموسن على موقع قاعدة بيانات كرة القدم.إي يو (الإنجليزية)
- مورتن راسموسن على موقع ناشيونال فوتبول تيمز (الإنجليزية)
- مورتن راسموسن على موقع Soccerbase.com (لاعب) (الإنجليزية)
- مورتن راسموسن على موقع Soccerway.com (الإنجليزية)
- مورتن راسموسن على موقع عالم كرة القدم.نت (الإنجليزية)